# Daniel Bautista
Daniel Bautista, född den 4 augusti 1952 i El Salado, Mexiko, är en mexikansk friidrottare inom gång.
Han tog OS-guld på 20 kilometer gång vid friidrottstävlingarna 1976 i Montréal. 